# Resultados do Carnaval de Corumbá em 2014
Resultados do Carnaval de Corumbá em 2014. que nesse ano sofreu mudança em relação ao Grupo Especial, que devido as fortes chuvas Que antes do carnaval, fizesse com que causasse prejuízos as agremiações, fazendo com que nenhuma do especial fosse rebaixada ao acesso.

## Grupo Especial
| Pos | Escolas                  | Pts   | Classificação ou rebaixamento | Ref         |
| --- | ------------------------ | ----- | ----------------------------- | ----------- |
| 1   | A Pesada                 | 179   | Campeã de 2014                | [ 2 ] [ 1 ] |
| 2   | Império do Morro         | 178.7 |                               | [ 2 ] [ 1 ] |
| 3   | Mocidade da Nova Corumbá | 178.1 | [ 2 ] [ 1 ]                   |             |
| 4   | Acadêmicos do Pantanal   | 173.8 | [ 2 ] [ 1 ]                   |             |
| 5   | Marquês de Sapucaí       | 171.7 | [ 2 ] [ 1 ]                   |             |

## Grupo de acesso
| Pos | Escolas                      | Pts   | Classificação ou rebaixamento | Ref   |
| --- | ---------------------------- | ----- | ----------------------------- | ----- |
| 1   | Vila Mamona                  | 178.3 | Grupo Especial em 2014        | [ 3 ] |
| 2   | Estação Primeira do Pantanal | 175.2 |                               | [ 3 ] |
| 3   | Imperatriz Corumbaense       | 164.6 | [ 3 ]                         |       |
| 4   | Major Gama                   | 162.3 | [ 3 ]                         |       |
| 5   | Caprichosos de Corumbá       | 161.2 | [ 3 ]                         |       |